# Rifle
Rifle is een plaats (city) in de Amerikaanse staat Colorado, en valt bestuurlijk gezien onder Garfield County.

## Demografie
Bij de volkstelling in 2000 werd het aantal inwoners vastgesteld op 6784.
In 2006 is het aantal inwoners door het United States Census Bureau geschat op 8446, een stijging van 1662 (24.5%).

## Geografie
Volgens het United States Census Bureau beslaat de plaats een oppervlakte van
11,2 km², waarvan 11,1 km² land en 0,1 km² water.

## Plaatsen in de nabije omgeving
De onderstaande figuur toont nabijgelegen plaatsen in een straal van 40 km rond Rifle.